# Cyrielle Chatelain
Pour les articles homonymes, voir Chatelain.
Cyrielle Chatelain, née le 15 juillet 1987 à Montbéliard (Doubs), est une femme politique française.
Membre des Écologistes, elle est élue députée dans la 2e circonscription de l'Isère lors des élections législatives de 2022 sous la coalition Nupes.
Elle préside le groupe écologiste à l'Assemblée nationale depuis juin 2022, d'abord en tandem avec Julien Bayou, puis seule depuis septembre 2022. Elle est reconduite à ce poste en juillet 2024.

## Formation et carrière professionnelle
Cyrielle Chatelain est issue d'une famille de militants de gauche — ses parents, tous deux éducateurs spécialisés, soutiennent Greenpeace et le mouvement antinucléaire,. Son père, Philippe, est candidat aux élections législatives de 2007 dans la première circonscription de la Haute-Saône ; elle colle des affiches pour lui à cette occasion.
Elle adhère aux Verts en 2006, à l'âge de 18 ans, et occupe le poste de co-secrétaire fédérale des Jeunes écologistes, de 2008 à 2010,. Elle est diplômée d’une double licence de philosophie et de science politique, et d’un master en entrepreneuriat en économie sociale et solidaire. Elle travaille dans une fédération d'associations d'insertion par le logement.
Elle est collaboratrice parlementaire du député écologiste du Doubs Éric Alauzet de 2012 à 2014 puis chargée du dossier du logement au cabinet de Christophe Ferrari, président de la Métropole de Grenoble, de 2015 à 2018. À ce poste, elle s’occupe notamment de l’hébergement des sans-abris et fait des maraudes avec le SAMU social de Grenoble. De 2020 à son élection comme députée, elle est conseillère technique au cabinet de Bruno Bernard, président de la métropole de Lyon.
Elle est située au centre idéologique[Quoi ?] d'EELV. En 2014, elle milite pour que son parti n'entre pas dans le gouvernement Manuel Valls après les départs de Cécile Duflot et de Pascal Canfin. Lors de la primaire présidentielle écologiste de 2021, elle soutient Éric Piolle. Ce dernier la présente comme l'une des « trois personnes chargées de la construction de [son] programme ».

## Parcours politique

### Députée de laXVIelégislature

#### Élection
Dans le cadre de la coalition Nouvelle Union populaire écologique et sociale (NUPES) des législatives 2022, et toujours affiliée à Europe Écologie Les Verts (EELV), Cyrielle Chatelain se présente dans la deuxième circonscription de l'Isère avec pour suppléant Alban Rosa, conseiller municipal La France insoumise à Échirolles.
Le 19 juin 2022, elle remporte l'élection face au député sortant Jean-Charles Colas-Roy (La République en marche) avec 52,13 % des voix. Elle ramène ainsi à gauche une circonscription de longue tradition à gauche.
Le 23 juin 2022, elle est élue coprésidente du groupe écologiste en binôme avec Julien Bayou. Alors inconnue du grand public, elle est choisie à l'unanimité alors que plusieurs personnalités plus connues, comme Sandrine Rousseau ou Delphine Batho, étaient pressenties. La coprésidence paritaire est une pratique habituelle du groupe écologiste, déjà en vigueur lors de la mandature 2012-2017. Après le retrait de Julien Bayou de la coprésidence le 27 septembre 2022, Cyrielle Chatelain en assure seule la présidence.

#### Activité législative
À l'Assemblée nationale, elle siège au sein de la commission de la Défense nationale et des Forces armées.
Le 24 octobre 2022, elle porte la première motion de censure de l'intergroupe NUPES contre le gouvernement Élisabeth Borne à la suite de l'utilisation de l'article 49.3 pour engager la responsabilité du gouvernement sur le projet de loi de finances 2023 dans le but de raccourcir le débat parlementaire.
Elle a travaillé activement sur la loi relative à l'accélération de la production d'énergies renouvelables.
Le 6 décembre 2023, elle dépose une motion de rejet préalable au projet de loi immigration, qui est adoptée le 11 décembre 2023 par l'Assemblée nationale, conduisant le ministre de l'Intérieur, Gérald Darmanin, à présenter sa démission, aussitôt rejetée par le président de la République, Emmanuel Macron,,.

### Élections législatives de 2024
Sous la bannière du Nouveau Front populaire (NFP), Cyrielle Chatelain est réélue lors des élections législatives de 2024 avec 62,07 % des voix face à Édouard Robert du Rassemblement national. Le 16 juillet, elle est réélue présidente du groupe écologiste et social à l'Assemblée nationale.
Pressentie un temps pour être candidate à la présidence de l'Assemblée nationale pour le Nouveau Front populaire ce sera finalement le député communiste André Chassaigne qui sera désigné par la coalition comme candidat au perchoir.
Après l'inclusion en 2024 des députés "frondeurs" de LFI dans le groupe écologiste, elle est largement reconnue pour maintenir l'équilibre des expressions entre des élus d'horizons et de cultures politiques différentes, ainsi que pour tenir une ligne unitaire entre les quatre groupes du NFP.

## Résultats aux élections législatives
| Année | Parti | Parti        | Circonscription | 1er tour | 1er tour | 1er tour | 2d tour | 2d tour | 2d tour |
| Année | Parti | Parti        | Circonscription | Voix     | %        | Rang     | Voix    | %       | Issue   |
| ----- | ----- | ------------ | --------------- | -------- | -------- | -------- | ------- | ------- | ------- |
| 2022  |       | EÉLV (NUPES) | 2e de l'Isère   | 12 003   | 33,52    | 1re      | 16 992  | 52,13   | Élue    |
| 2024  |       | EÉLV (NFP)   | 2e de l'Isère   | 22 185   | 42,17    | 1re      | 30 855  | 62,07   | Élue    |

## Vie personnelle
Cyrielle Chatelain habite Eybens, une commune de sa circonscription située dans l'agglomération grenobloise, avec son compagnon, docteur en information-communication. Elle est mère de deux filles,.